# Ostingersleben
Ostingersleben este o comună în Saxonia-Anhalt, Germania